# Air Force Falcons

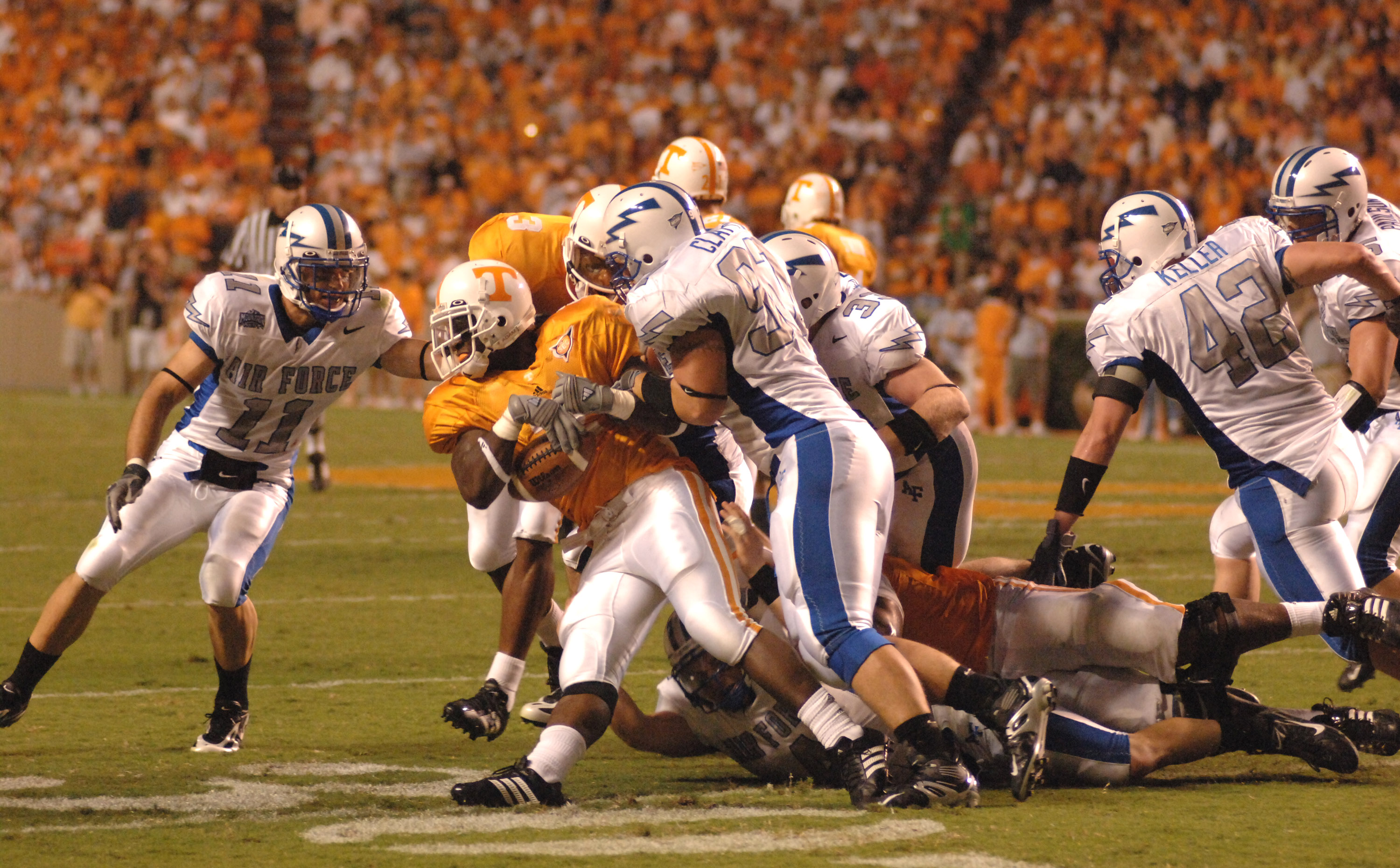
Jogo contra a Universidade de Tennessee

A Air Force Falcons (em português: falcões da Força Aérea), é a equipa desportiva da Academia da Força Aérea dos Estados Unidos, situada em Colorado Springs, Colorado. As equipas dos Falcons participam nas competições universitárias organizadas pela NCAA, e faz parte da Mountain West Conference, a excepção da equipa de hockey sobre gelo, que o faz na Atlantic Hockey.

## Programa desportivo
Os Falcons participam nas seguintes modalidades desportivas:
| - Masculino - Atletismo - Atletismo em pista coberta - Basquete - Basebol - Boxe - Cross - Futebol - Futebol americano - Ginástica - Golfe - Hóquei no gelo - Lacrosse - Luta livre - Natação - Tênis - Polo aquático | - Feminino - Atletismo - Atletismo em pista coberta - Basquete - Cross - Ginástica - Futebol - Natação - Tênis - Voleibol | - Coeducacional - Esgrima - Rifle |

### Futebol americano
A equipa de futebol americano começou a competir em 1955 na NCAA, e desde 1999 fá-lo na Mountain West Conference, procedentes da Western Athletic Conference. Ao longo de todo este tempo tem jogado um total de 17 partidos bowl, conseguindo 8 vitórias, 8 derrotas e um surpreendente empate a 0 no Cotton Bowl de 1959.
39 jogadores dos Falcons têm sido elegidos All-American, e na actualidade 11 jogadores competem na NFL, liga profissional estadounidense.